# عصمة بن حدرة التميمي
عصمة بن حدرة اليربوعي التميمي فارس وسيد من بني يربوع من قبيلة بني تميم وقائدها في عدة معارك أهمها وأبرزها يوم الصرائم بين يربوع من تميم وبني عبس وكان الظفر فيها لليربوعيين من تميم حيث قتل عصمة من بني عبس سبعين رجلأ في يوم الصرائم لانهم قتلوا أبن عم له فاقسم أن لايغتسل وأن لايطعم خمرا ولا ياكل لحما ولا يلمس أمراة حتى يقتل من عبس سبعين رجلا وكان من فرسان العرب المشهورين.

## نسبه
- عصمة بن حدرة بن قيس بن عبد الله بن عمرو بن همام بن رياح بن يربوع بن حنظلة بن مالك بن زيد مناة بن تميم بن مر بن أد بن عمرو بن الياس بن مضر بن نزار بن معد بن عدنان [2]

قال بعد أن أوفى بحلفه وقتل سبيعن رجلأ من بني عبس حيث قال: